# Styggedals- og Skagastølsryggen
Styggedals- og Skagastølsryggen ist ein Gebirgszug Norwegens und liegt im Gebiet Hurrungane im Südwesten des Jotunheimen. Er befindet sich in der Gemeinde Luster und grenzt an die Gemeinde Årdal in der Provinz Vestland. Den östlichen Teil des Bergmassivs bildet die Bergkette Styggedalstindane, auch Styggedalsryggen genannt, die in Ost-West-Richtung verläuft. Im westlichen Teil befindet sich die Bergkette Skagastølstindane, auch Skagestølsryggen genannt, die, an den Sentraltind anschließend, von Norden nach Süden ausgerichtet ist. Vom Sentraltind zieht die Bergkette Maradalstindane nach Südosten.
Vom Store Dyrhaugstind ist der Styggedals- og Skagastølsryggen durch einen 1730 m hohen Pass nahe der Hütte Stagastølsbu abgetrennt, zur Fannaråki-Steindalsnosi-Gruppe hin liegt der tiefste Punkt nördlich des Nebengipfels Ommane an einem Bergsee (1468,4 m).
Die Berge des Styggedals- og Skagastølsryggen von Norden nach Süden und Osten:
- Nordre Skagastølstind (2167 moh.)
- Skagastølsnebbet (2222 moh.)
- Midtre Skagastølstind (2284 moh.)
- Vetle Skagastølstind (2340 moh.)
- Store Skagastølstind (Storen) (2405 moh.)
- Sentraltind (Vestre Styggedalstind) (2348 moh.)
- Store Styggedalstind, Vesttoppen (2382 moh.)
- Store Styggedalstind, Østtoppen (2387 moh.)
- Gjertvasstind (Østre Styggedalstind) (2351 moh.)
- Nordre Maradalstind (2160 moh.)
- Kjerringi (1938 moh.)
- Mannen (1950 moh.)

Die Bergkette Styggedalstindane befindet sich nördlich des Gletschers Maradalsbreen und südlich der Gletscher Sryggedalsbreen und Gjertvassbreen.  Die Berge Sentraltind (Vestre Styggedalstind), Store Styggedalstind und Gjertvasstind gehören zu dieser Bergkette.
Zur Bergkette Skagastølstindane gehören die Berge Nordre Skagastølstind, Skagastølsnebbet, Midtre Skagastølstind, Vetle Skagastølstindund und der Store Skagastølstind. Der Store Skagastølstind ist der dritthöchste Berg in Norwegen.
Zur Bergkette Maradalstindane südwestlich des Maradalsbreen gehören der Gratgipfel Nordre Maradalstind, der Bergrücken Jernskartinden und die Berge Kjerringi und Mannen.